# Пятигорович, Казимир Александрович
Казимир Александрович Пятигорович (1855 — ?) — скрипач, альтист, педагог. Вёл класс скрипки и альта в частных школах Киева, был профессором Музыкальной школы Н. Тутковского, входил в состав струнного квартета М. Сикарда, дружил с Н. Лысенко.

## Педагогическая деятельность
Окончил Московскую консерваторию.
Преподавал игру на скрипке и альте в различных учебных заведениях Киева, таких как Вторая Киевская мужская гимназия, Музыкальная школа Н. Тутковского, Музыкально-драматическая школа С. Блуменфельда (скрипка), Киевское музыкальное училище, Музыкально-драматическая школа Н. Лысенко.
С позитивом вспоминал своего учителя по Киевскому музыкальному училищу советский дирижёр и скрипач, Народный артист СССР Юрий Фёдорович Файер (1890—1971):
Урок Пятигорович вёл увлечённо, с полной самоотдачей, и заниматься с ним всегда было интересно, хотя и не легко. Между учителем и учеником вскоре установился контакт, что, конечно, в немалой степени способствовало моим быстрым успехам в учёбе.

## Концертная деятельность
Принимал участие в многочисленных камерных концертах. Дружил с Н. Лысенко и М. Сикардом. Организованные М. Сикардом и Н. Лысенко вечера камерной музыки, в которых принимал участие Пятигорович, вызвали особый интерес и резонанс в прессе:

В Киеве даются вечера камерной музыки кружком, собранным г. Сикардом из местных музыкантов. Эти вечера уже начинают привлекать внимание публики. В осеннем полугодии г. Сикардом совместно в гг. Лысенко, Пятигоровичем, Шебеликом и Жуковским были устроены три камерных вечерах, которые составили первую серию.

В 1870-е—1880-е годы играл на альте в камерном ансамбле, куда также входили: О. Шевчик — скрипка, В. Алоиз — виолончель, Н. Лысенко — фортепиано.
Принимал участие в исполнении «Менуэта» для двух скрипок, альта и виолончели (исполнители: Сикард, Пятигорович, Ф. фон Мулерт и Шутман).
В 1903 году участвовал в струнном октете Р. Глиэра, в который входили, кроме Пятигоровича, также киевские музыканты Безман, Котляр, Шебелик, Поспишил, а также скрипач из Москвы Сараджев и альтист Крыжановский.

## Общественная деятельность
Входил в состав музыкальной комиссии при Литературно-артистическом обществе. В состав этой комиссии, возглавляемой Николаем Лысенко, входили также Елизавета Мусатова-Кульженко, Михаил Сикард, Карл Шадек, Николай Тутковский, Людмила Паращенко. Однако в 1905 году общество было закрыто царской полицией.